# Хасанска битка
Хасанската битка, известна още като инцидент при Чанкуфън (на руски: хасанские бои; на китайски и на японски: 張鼓峰事件; на пинин: Zhānggǔfēng Shìjiàn; японски ромаджи: Chōkohō Jiken) в Китай и Япония, е опит за военно нахлуване от Манджоу-Го, японска марионетна държава, на територия контролирана от Съветския съюз. Това нахлуване е основано на убеждението на японската страна, че Съветският съюз неправилно тълкува демаркацията на границата въз основа на Пекинския договор между Руската империя и Империя Цин (и последващите допълнителни споразумения за демаркация) и че маркировките за разграничаване са подправени. Японските сили окупират спорната зона, но се оттеглят след тежки боеве и дипломатическо споразумение.

## Предистория
През по-голямата част от първата половина на ХХ век между руското (по-късно съветско), китайското и японското правителства има значително напрежение по протежение на техните общи граници в днешен Североизточен Китай. Китайско-източната железница е железопътна линия в североизточен Китай (Манджурия), която свързва Китай и Далечния Изток на Русия. Южният клон на железницата, известен на Запад като железопътната линия на Южна Манджурия, се превръща в място и частична причина за Руско-японската война и последващите инциденти, довели до Втората китайско-японска война и Съветско-японските гранични конфликти. По-големите инциденти включват Китайско-съветския конфликт от 1929 г. и инцидента в Мукден между Япония и Китай през 1931 г. Битката при езерото Хасан се води между две сили, които много преди това нямат доверие една на друга.
В периода преди битката поредица от чистки оставя съветската армия с много позиции, заети от неопитни офицери, които се страхуват да поемат инициатива. Само през юли 1938 г. четири и половина пъти повече хора са „прочистени“ от Далекоизточния фронт (съветското командване в региона), отколкото през предходните дванадесет месеца. В комбинация с липсата на инфраструктура, претоварването на командващия фронта, маршал Василий Блюхер, недостигът на оборудване и лошата организация водят до лошо състояние на Далегоизточния фронт.
Конфронтацията е предизвикана през юли 1938 г., когато Далекоизточният фронт и съветските гранични войски на НКВД подсилват границата с Манджурия при езерото Хасан. Повод за това е отчасти дезертирането един месец по-рано (на 13 юни) на съветския генерал Г. С. Люшков, командващ всички сили на НКВД в Далечния изток на Русия, в Хунчун, в района на река Тумъндзян. Той предоставя на японците разузнавателна информация за лошото състояние на съветските сили в Далечния изток и чистката на армейските офицери.

## Битка
Японската 19-та дивизия заедно с някои части на Манджукуо се изправят срещу съветския 39-ти стрелкови корпус под командването на Григори Щерн (състоящ се от 32-ра, 39-та и 40-та стрелкови дивизии, 2-ра механизирана бригада и два танкови батальона). Един от командирите на японската армия в битката е полковник Котоку Сато, командир на 75-ти пехотен полк. Генерал-лейтенант Суетака Камезо заповяда на Сато: „Трябва да предприемете твърда и задълбочена контраатака без грешка, щом установите, че врагът напредва дори и най-малко“. Скритият смисъл на това е, че на Сато е наредено да изгони руснаците от Чанкуфън.
На 31 юли полкът на Сато предприема нощна атака на укрепения хълм. В сектора Чанкуфън 1114 японци се сблъскват със съветски гарнизон от 300 души, елиминирайки ги и унищожавайки 10 танка, със загуби от 34 убити и 99 ранени. В сектора Шачофън 379 японци изненадват и разбиват други 300 съветски войници, като същевременно повалят седем танка, със загуби от 11 убити и 34 ранени. Още хиляди японски войници от 19-та дивизия пристигат, окопават се и искат подкрепление. Върховното командване отхвърля искането, тъй като знае, че генерал Суетака ще използва тези сили, за да атакува уязвими съветски позиции, ескалирайки инцидента. Японските войски защитават спорната зона.
На 31 юли народният комисар по отбраната Климент Ворошилов заповядва да се приведе в бойна готовност 1-ва брегова армия и Тихоокеанския флот на Русия. Съветите събират 354 танка и щурмови оръдия при езерото Хасан, включително 257 танка Т-26 (с 10 огнехвъргачни танка ХТ-26), три танка за полагане на мостове ST-26, 81 леки танка БТ-7 и 13 самоходни оръдия СУ-5-2. Началникът на Далекоизточния фронт Василий Блюхер пристига на фронтовата линия на 2 август 1938 г. Под негово командване са преместени допълнителни сили и от 2 до 9 август японските сили в Чанкуфън са атакувани. Несъответствието на силите е такова, че един японски артилерийски командир отбелязва, че руснаците са изстреляли повече снаряди за един ден, отколкото японците за две седмици. Въпреки това японските защитници организират противотанкова отбрана с катастрофални резултати за лошо координираните съветски войски, чиито атаки са победени с много жертви. Хиляди съветски войници са убити или ранени и най-малко 46 танка са изцяло повредени, а други 39 танка са повредени в различна степен.
След като японците изтласкват съветските гранични части, по-късно подсилени от 40-та стрелкова дивизия, от хълма и други позиции, японците се окопават, докато руснаците подсилват войските си. За разлика от японците, руснаците нямат железопътна линия близо до бойното поле, а вместо това единичен неасфалтиран път, така че когато съветските подкрепления стигнат до бойното поле, японците вече са добре окопани. Съветите атакуват японски позиции по въздух по време на подготовката за наземна атака. Сутринта преди съветската атака 13 съветски самолета атакуват хълма, въпреки че това не е документирано от всички източници. Това е последвано от атака на три съветски пехотни полка, но тази атака няма артилерийска или въздушна подкрепа – или поради лоша подготовка, или заради мъгла. Някои източници обаче твърдят, че две артилерийски батареи са подкрепили атаката. Атаката е подкрепена от танков полк, но въпреки това скоро спира. Това до голяма степен се дължи на слабата подготовка на съветските войски. Част от артилерията не е готова, информацията за разположението на японците е оскъдна, комуникациите не са напълно изградени и лявото крило не е готово да започне атаката в определеното време. Въпреки лошото състояние на съветските сили и знанието, че врагът е добре окопан, е заповядано атаката да продължи. Екипажите на танковете не са подготвени за враждебния терен, така че не успяват да поддържат инерцията. По време на атаката редица командири, включително командирът на танковия батальон на 40-та стрелкова дивизия, изоставят войските си.
На 6 август руснаците подновяват атаката си. Първо бомбардировачи атакуват японските позиции, но тази атака също се забавя или поради мъгла, или поради лоша подготовка. След бомбардировачите е извършен щурм от танкове и пехота, включително механизирани войски, подкрепени от артилерия. В трудния терен танковете претърпяват тежки загуби, само отделни танкове стигат до целите си, като всички те по-късно са унищожени или руснаците отстъпват от тях. Съветите отблъсват японците след тежки битки. Контраатаките на японците в следващите дни са неуспешни.
Японците са отблъснати от съветските атаки, но все още са на бойното поле. Въпреки че не са прогонени от бойното поле, е ясно, че местните японски части няма да могат да задържат Чанкуфън, без да разширят конфликта. На 10 август японският посланик Мамору Шигемицу предлага примирие. Доволни, че инцидентът е доведен до „почтен“ край, на 11 август 1938 г., в 13:30 местно време, японците прекратяват битката и съветските сили отново окупират височините.

## Последици
Повече от 6500 съветски офицери и войници са наградени с ордени, отличия и медали на Съветския съюз; 26 от тях са удостоени със званието Герой на Съветския съюз, а 95 са наградени с орден Ленин.
Според съветските архиви загубите на СССР възлизат на общо 792 убити или изчезнали и 3279 ранени или болни, а японците твърдят, че са унищожили или обездвижили 96 вражески танка и 30 оръдия. Загубите на съветската бронирана техника са значителни, като десетки танкове са унищожени, а стотици „танкови части“ загиват. Японските загуби, както се разкрива от секретната статистика на генералния щаб на армията, са общо 1439 души (526 убити или изчезнали, 913 ранени); според съветските доклади японските загуби са от 3100 души, 600 убити и 2500 ранени.
Недостатъците в съветската армия и командването при Хасан са приписани на некомпетентността на Блюхер. В допълнение към командването на войските при Хасан, Блюхер трябва също така да наблюдава привеждането в бойна готовност на Забайкалския военен окръг и Далекоизточния фронт. На 22 октомври той е арестуван от НКВД и се смята, че е бил измъчван до смърт.
Японската армия, макар сериозно да анализира резултатите от битката, се ангажира със съветите още веднъж, с катастрофални резултати, в по-мащабната битка при Халхин Гол (Номонхан) през 1939 г. Това второ сражение води до поражението на японската Шеста армия. След Втората световна война в Международния военен трибунал за Далечния изток през 1946 г. 13 високопоставени японски служители са обвинени в престъпления срещу мира заради ролята им в започването на военни действия при езерото Хасан.